# Microsoft Forefront
 (septembre 2020).
Si vous disposez d'ouvrages ou d'articles de référence ou si vous connaissez des sites web de qualité traitant du thème abordé ici, merci de compléter l'article en donnant les références utiles à sa vérifiabilité et en les liant à la section « Notes et références ».
Microsoft Forefront correspond à la gamme de produits destinés à la sécurité pour les clients et serveurs Windows.

## Gamme de produits
La gamme de Microsoft Forefront inclut les produits suivants :
Postes de travail client
- Microsoft Forefront Client Security (appelé précédemment Microsoft Client Protection)

Serveurs d’applications
- Microsoft Forefront Protection 2010 for Exchange Server (appelé précédemment Sybari Antigen for Exchange)
- Microsoft Forefront Online Protection for Exchange (Service en ligne de sécurisation des flux de messagerie)
- Microsoft Forefront Protection 2010 for SharePoint (appelé précédemment Sybari Antigen for SharePoint)
- Microsoft Forefront Security for Microsoft Office Communications Server (appelé précédemment Antigen for Instant Messaging)

Périphérie du réseau
- Microsoft Threat Management Gateway 2010, successeur de Internet Security and Acceleration (ISA) Server 2006
- Microsoft Unified Access Gateway 2010, successeur de Microsoft Intelligent Application Gateway (IAG) 2007]

Gestion du cycle de vie des identités
- Microsoft Forefront identity Manager 2010, successeur de Identity Livecycle Manager